# 19 (Adele)
19 è il primo album in studio della cantautrice britannica Adele, pubblicato nel Regno Unito il 28 gennaio 2008 dalla XL Recordings.
La commercializzazione del progetto è avvenuta a pochi giorni dall'affermazione della cantautrice londinese come vincitrice dell'annuale concorso Sound of... indetto dall'emittente televisiva BBC.

## Descrizione
Grazie anche a una buona accoglienza da parte della critica, 19 ha debuttato al primo posto della Official Albums Chart, ed è in seguito stato certificato otto volte disco di platino dalla British Phonographic Industry per aver distribuito oltre 2 400 000 copie. Il 10 giugno 2008 l'album è stato pubblicato, sotto etichetta Columbia, anche negli Stati Uniti d'America, riuscendo a raggiungere la decima posizione nella Billboard 200 dove ha totalizzato 175 settimane in classifica.
A contribuire al successo del disco è stato anche il secondo singolo estratto da 19, Chasing Pavements che ha seguito la pubblicazione in vinile di Hometown Glory, avvenuta in Regno Unito il 22 ottobre 2007.
Uscito il 13 gennaio 2008, il brano Chasing Pavements è arrivato fino alla seconda posizione della Official Singles Chart ed è in seguito diventato una hit internazionale.
Dal disco sono in seguito stati estratti anche i due singoli Cold Shoulder e Make You Feel My Love, quest'ultimo cover dell'omonimo brano di Bob Dylan.
L'album ha rinnovato il proprio successo di vendite tra il 2010 e il 2011, in concomitanza con l'uscita del successivo 21, quando ha scalato nuovamente la classifica britannica degli album piazzandosi al secondo posto. Nel febbraio 2012 le vendite mondiali dell'album erano pari a oltre 6 500 000 copie, mentre nel primo semestre dello stesso anno le vendite del disco in suolo statunitense si attestano a 539 000.

## Tracce
Testi e musiche di Adele Adkins eccetto dove indicato.
1. Daydreamer – 3:43
2. Best for Last – 4:21
3. Chasing Pavements – 3:33 (Adele Adkins, Eg White)
4. Cold Shoulder – 3:14 (Adele Adkins, Sasha Skarbek)
5. Crazy for You – 3:30
6. Melt My Heart to Stone – 3:26 (Adele Adkins, Eg White)
7. First Love – 3:12
8. Right as Rain – 3:19 (Adele Adkins, Leon Michels, Jeff Silverman, Nick Movshon, Clay Holley)
9. Make You Feel My Love – 3:34 (Bob Dylan) – cover di Bob Dylan
10. My Same – 3:18
11. Tired – 4:21 (Adele Adkins, Eg White)
12. Hometown Glory – 4:31

Tracce bonus delle edizioni giapponese e neozelandese
1. Painting Pictures – 3:34
2. Now and Then – 3:24
3. That's It, I Quit, I'm Moving On – 2:12 (Del Serino, Roy Alfred) – cover di Sam Crooke

DVD Extra – North American Tour Film 2008
1. Right as Rain (Live al Roxy, Los Angeles) – 3:28
2. My Same (Live al Bimbos, San Francisco) – 3:31
3. Chasing Pavements (Live al World Cafe, Philadelphia) – 3:02
4. Crazy for You (Live all'Hightime Ballroom, New York) – 2:21
5. Chasing Pavements (live all'Hotel Cafe, Los Angeles) – 3:49

Durata totale: 16:11

### Expanded Edition
CD2 – Live from Hotel Café
1. Chasing Pavements (Live) – 3:51
2. Melt My Heart to Stone (Live) – 3:20
3. That's It, I Quit, I'm Moving On (Live) – 2:06
4. Crazy for You (Live) – 3:42
5. Right as Rain (Live) – 3:31
6. My Same (Live) – 3:04
7. Make You Feel My Love (Live) – 3:50
8. Daydreamer (Live) – 3:41
9. Hometown Glory (Live) – 3:45
10. Many Shades of Black (feat. The Raconteurs) – 4:30 (Brendan Benson, Jack White III)

Durata totale: 35:20

## Formazione
- Adele – voce, basso (tracce 2, 9), chitarra (tracce 1, 5), chitarra ritmica (traccia 10), celesta (traccia 7), campanaccio (traccia 8)
- Tom Driessler – basso (tracce 8, 10), tamburello (traccia 8)
- Stuart Zender – basso (traccia 4)
- Louis Sharpe – batteria (traccia 8)
- Sebastian Rochford – batteria (traccia 10)
- Pete Biggins – batteria (traccia 4), percussioni (traccia 4)
- Ben Thomas – chitarra (tracce 8, 10)
- Matt Allehin – chitarra (traccia 4)
- Michael Tighe – chitarra (traccia 4)
- Neil Cowley – pianoforte (tracce 9, 11), organo Hammond (traccia 8), Wurlitzer (traccia 8)
- Jason Silver – tastiere (traccia 4)
- Sam Koppelman – glockenspiel (traccia 4)
- Jim Abbiss – glockenspiel (traccia 12)
- London Studio Orchestra – archi (tracce 3-4, 6, 11-12)
- Perry Montague-Mason – archi (tracce 3, 6, 11-12)
- Wired Strings – archi (tracce 5, 9)
- The Life Gospel Choir – cori (traccia 2)
- Jack Peñate – cori (traccia 2)

## Classifiche

### Posizioni massime
| Classifica (2008-2012) | Posizione massima |
| ---------------------- | ----------------- |
| Australia              | 3                 |
| Austria                | 29                |
| Argentina              | 4                 |
| Belgio (Fiandre)       | 9                 |
| Belgio (Vallonia)      | 38                |
| Canada                 | 4                 |
| Danimarca              | 14                |
| Finlandia              | 26                |
| Francia                | 15                |
| Germania               | 6                 |
| Irlanda                | 2                 |
| Italia                 | 20                |
| Norvegia               | 7                 |
| Nuova Zelanda          | 3                 |
| Messico                | 35                |
| Paesi Bassi            | 1                 |
| Polonia                | 9                 |
| Portogallo             | 27                |
| Regno Unito            | 1                 |
| Repubblica Ceca        | 10                |
| Spagna                 | 5                 |
| Stati Uniti            | 4                 |
| US Catalog Albums      | 1                 |
| US Digital Albums      | 2                 |
| US Heatseekers Albums  | 36                |
| US Tastemaker Albums   | 6                 |
| Svezia                 | 11                |
| Svizzera               | 15                |
| Ungheria               | 25                |

### Classifiche di fine anno
| Classifica (2008) | Posizione |
| ----------------- | --------- |
| Belgio (Fiandre)  | 74        |
| Europa            | 28        |
| Francia           | 166       |
| Paesi Bassi       | 12        |
| Regno Unito       | 16        |
| Svizzera          | 95        |
| Stati Uniti       | 197       |
| Classifica (2009) | Posizione |
| Paesi Bassi       | 1         |
| Europa            | 100       |
| Regno Unito       | 158       |
| Stati Uniti       | 62        |
| Classifica (2010) | Posizione |
| Paesi Bassi       | 77        |
| Classifica (2011) | Posizione |
| Australia         | 11        |
| Germania          | 45        |
| Irlanda           | 4         |
| Nuova Zelanda     | 8         |
| Regno Unito       | 4         |
| Spagna            | 38        |
| Stati Uniti       | 37        |
| US Catalog Albums | 1         |
| Classifica (2012) | Posizione |
| Argentina         | 34        |
| Australia         | 70        |
| Italia            | 75        |
| Nuova Zelanda     | 31        |
| Spagna            | 19        |
| Stati Uniti       | 16        |
| US Catalog Albums | 1         |
| Classifica (2013) | Posizione |
| Stati Uniti       | 171       |
| US Catalog Albums | 10        |
| Classifica (2021) | Posizione |
| Belgio (Fiandre)  | 186       |

## An Evening with Adele

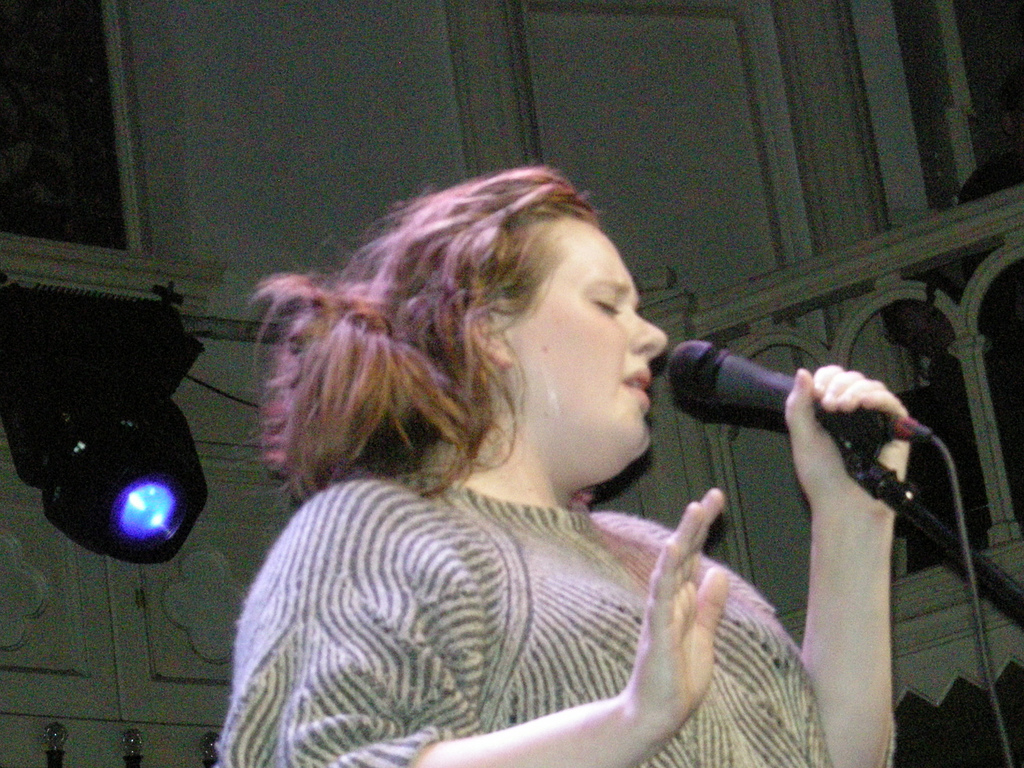
Adele nel 2008

An Evening with Adele è il tour musicale dell'album 19.